# Касола-Вальсенио
Ка́сола-Вальсе́нио (итал. Casola Valsenio) —  коммуна в Италии, располагается в регионе Эмилия-Романья, подчиняется административному центру Равенна. 
Население составляет 2844 человека, плотность населения составляет 34 чел./км². Занимает площадь 84 км². Почтовый индекс — 48010. Телефонный код — 0546.
Покровительницей коммуны почитается святая Лючия. Праздник ежегодно празднуется 13 декабря.